# Peperomia balansana
Peperomia balansana är en pepparväxtart som beskrevs av C. Dc. Peperomia balansana ingår i släktet peperomior, och familjen pepparväxter. Inga underarter finns listade i Catalogue of Life.